# Xian de Mengcheng
Le xian de Mengcheng (蒙城县 ; pinyin : Méngchéng Xiàn) est un district administratif de la province de l'Anhui en Chine. Il est placé sous la juridiction de la ville-préfecture de Bozhou.

## Démographie
La population du district était de 1 145 216 habitants en 1999.